# Avenida Conde da Boa Vista
Avenida Conde da Boa Vista é um importante logradouro do município do Recife, Pernambuco. Inicia-se na Ponte Duarte Coelho e termina na Rua Dom Bosco, e seu prolongamento passa a se chamar Avenida Carlos de Lima Cavalcanti. Corta os bairros da Boa Vista e da Soledade. 
A Avenida Conde da Boa Vista é hoje uma das principais vias do Recife. Todos os dias, cerca de 400 mil pessoas e 9.700 veículos circulam pelo local, segundo dados da Prefeitura do Recife e do Grande Recife Consórcio de Transporte.

## História
No século XVIII, a área onde fica a avenida era um alagado quase intransitável. O local foi inicialmente aterrado, e a população denominava a via que ali existia de Rua Formosa, em virtude do belo visual, apesar do terreno alagado. 
Em 1840, o governador Francisco do Rego Barros, o Conde da Boa Vista, continuou o aterramento do que chamou Caminho Novo, que ligaria o centro do Recife ao então bairro de Camaragibe.
Em 1870, com a morte do Conde da Boa Vista, o nome foi alterado para Rua Conde da Boa Vista, em homenagem ao governador Francisco do Rego Barros.
Com seu alargamento em 1946, na administração de Pelópidas da Silveira, a rua passou à categoria de avenida, chamando-se, então, Avenida Conde da Boa Vista.
Entre 2007 ed 2008, a avenida sofreu modificações no seu corredor viário, passando a fazer parte do chamado Corredor Leste-Oeste, um corredor exclusivo de ônibus, juntamente com a Avenida Caxangá e a Rua Benfica.